# 玉带河 (北京市通州区)
39°53′57″N 116°39′42″E / 39.899028788967996°N 116.6617595407303°E
玉帶河是北京市通州区的一条河流，是凉水河支流，北起通惠河，南至张家湾镇凉水河，全长11.7公里。玉带河围绕通州城西南部的部分曾经是护城河，现在上游已经修建为通惠南路、玉带河西大街、玉带河东大街。

## 历史
玉带河是明代时挖成，由于河道弯曲，犹豫玉带，在清朝时被起名为玉带河。
1970年疏浚，1986年部分河道清淤，1986年-1987年，对部分河道，下砌水道，上铺板，修建为通惠南路、玉带河大街。
|  | 通州 新城 北門 南門 新城南門 西門 東門 北極閣 文昌閣 敵樓 舊敵樓 鼓樓 文殊塔 南溪閘 減水閘 通流閘 新城大街 西大街 北大街 东大街 南关大街 南大街 西顺城街 天成巷 帥府街 東關大街 十字街 大、小紅牌樓胡同 新街下坡胡同 新街口 西倉 南倉 中倉 馬家胡同 熊家胡同 四眼井胡同 史家胡同 白將胡同 大条胡同 二条 三条胡同 小燒酒胡同 半截胡同 大燒酒胡同 中倉胡同 倉溝 史家胡同 石板胡同 如意胡同 蔡家胡同 教子胡同 東塔胡同 前剪子巷 后剪子巷 豆腐巷 八里橋 通利橋 哈叭橋 善人橋 臥虎橋 吾党橋 東水關 南水關 東海 西海 葫蘆頭 石壩 土壩 北運河 通州衛 理事廳 倉場署 刑錢府 江蘇局 浙江局 貢院 後營 東營房 西營房胡同 定邊衛 北後街 南街 黃亭 聖教寺 慈航寺 靜安寺 觀昌寺 文廟 武聖廟 大關廟 龍王觀 三官廟 萬壽宫 碧霞宫 射園 北果市 牛市口 魚市 糧食市 江米店 東柵欄口 西柵欄口 玉带河 |
|  | 光緒《通州志》中的“城池圖” |